# Miklósi-Sikes Csaba
Miklósi-Sikes Csaba (Egeres, 1947. október 20. – Sümeg, 2023. november 27.) erdélyi magyar népművelő, újságíró, helytörténész, muzeológus.

## Életútja, munkássága
Kolozsvárt képzőművészeti líceumot végzett (1966) és felsőfokú technikumban diplomát szerzett (1969). A Kolozs megyei Kutató és Tervező Intézet alkalmazottja (1971–89). 
A műemlékvédelemre szakosította magát, várostörténeti, néprajzi, fotótörténeti és képzőművészeti írásait az Igazság, Korunk, Utunk, Református Szemle, A Hét, Művelődés közölte. Kolozsvár utcáinak, tereinek, épületeinek régi források alapján történő sorozatos bemutatása mellett szívesen foglalkozott Kalotaszeg múltjával. Az 1981-es Korunk Évkönyv számára elkészítette Kalotaszeg műemlék-térképét. 
Szabadegyetemi előadásain Beszterce, Szamosújvár, Gyergyószentmiklós hagyományos és korszerű városképét szemléltette. 1989 óta Magyarországon, Sümeg városi múzeumában dolgozott.

## Kötetei (válogatás)
- Bánffyhunyad : református templom. Közread. Erdélyi Műemlék-Restaurátorok Egyesülete és a Transylvania Trust Alapítvány Kolozsvár : Utilitas Könyvkiadó, 1999. 16 p.
- Fényképészek és műtermek Erdélyben, 1839–1916 : tanulmány és okmánytár. Székelyudvarhely : Haáz Rezső Alapítvány, 2001. 446 p. ill.
- Múzeumok, gyűjtemények a Székelyföldön. Székelyudvarhely [etc.] : Haáz Rezső Alapítvány Nemzeti Kulturális Alapprogram – Múzeumi Kollégiuma, 2002. 208 p. 20 cm
- Kőbe vésett történelem : a sümegi városi temetők története és sírjelei 1950-ig. Sümeg : Sümegi Fórum Alapítvány, 2002. 255 p. ill.
- Fadrusz János és az erdélyi köztéri szobrászat a 19. században : két tanulmány. Székelyudvarhely Sümeg : Haáz Rezső Alapítvány, 2003. 365 p.
- Kalotaszeg, [elektronikus dok.] / szöveg Miklósi-Sikes Csaba, Lóczy István ; rajzok Miklósi-Sikes csaba ; fotó, videó Lóczy István ; szerk. Lóczy István. – Interaktív multimédia. [Kozármisleny] : Imedias Szomszédvárak Egyesület, 2003. 1 CD-ROM
- 100 éves Ramassetter Vince szobra : köztéri emlékek Sümegen. Sümeg : Sümegi Fórum Alapítvány, 2008. 111 p. ill.[2]
- Darnay Kálmán: Kaszinózó táblabírák. Korfestő történeti tréfák. I-II. kötet; szerk., jegyz. Miklósi-Sikes Csaba; Sümegi Fórum Alapítvány, Sümeg, 2010 (Sümeg és vidéke)
- Sümegi ismeretek tára. Életrajzok, családtörténetek; összeáll. Miklósi-Sikes Csaba; Sümegi Fórum Alapítvány, Sümeg, 2016–
  - 1. Életrajzok, családtörténetek

## Díjak, elismerések
- Schönvisner István-emlékérem (2004)